# Vouhé (Deux-Sèvres)
Vouhé é uma comuna francesa na região administrativa da Nova Aquitânia, no departamento de Deux-Sèvres. Estende-se por uma área de 13,95 km². Em 2010 a comuna tinha 384 habitantes (densidade: 27,5 hab./km²).